# Diaethria xicotepecensis
Diaethria xicotepecensis är en fjärilsart som beskrevs av Gonzalez Cota 1977. Diaethria xicotepecensis ingår i släktet Diaethria och familjen praktfjärilar. Inga underarter finns listade i Catalogue of Life.